# Wang Pin
Wang Pin, chiń. 王频 (ur. 11 grudnia 1974) – chińska szachistka, arcymistrzyni od 1992 roku.

## Kariera szachowa
Największe sukcesy w karierze osiągnęła na początku lat 90. W 1991 r. podzieliła V m. w turnieju międzystrefowym rozegranym w Suboticy i awansowała do  pretendentek (Szanghaj 1992), w którym zajęła ostatnie, IX m., jednakże wynik ten odpowiadał wówczas dziesiątemu miejscu na świecie. W kolejnym turnieju międzystrefowym (Dżakarta 1993) podzieliła IX m. i nie wywalczyła awansu do następnego etapu zmagań o mistrzostwo świata. W 1998 r. zdobyła w Rotterdamie tytuł akademickiej wicemistrzyni świata. W 2001 i 2004 r. dwukrotnie startowała w pucharowych turniejach o mistrzostwo świata, nie osiągając sukcesów (za pierwszym przegrała swój pojedynek w II, a za drugim – w I rundzie; w obu przypadkach z Elisabeth Pähtz).
Czterokrotnie reprezentowała swój kraj na szachowych olimpiadach, za każdym razem zdobywając wraz z drużyną medale (1992 - brązowy, 1996 - srebrny, 1998 i 2002 - złote). W 2002 r. zdobyła w Qinghuangdao tytuł indywidualnej mistrzyni Chin, na swoim koncie posiada również dwa medale srebrne, które zdobyła w 2004 i 2006 roku.
Najwyższy ranking w karierze osiągnęła 1 października 2000 r., z wynikiem 2506 punktów zajmowała wówczas 7. miejsce na światowej liście FIDE. Na dwóch kolejnych listach rankingowych (1 stycznia i 1 kwietnia 2001 r.) notowana była na 6. miejscach na świecie.